# Joachim Hinrich Georg Wenditz
Joachim Hinrich Georg Wenditz (* 20. Oktober 1799 in Lübeck; † 23. Mai 1888 in Lübeck) war ein Lübecker Schiffer und Vorsitzender der Schiffergesellschaft.

## Leben
Joachim Hinrich Georg Wenditz war der Sohn des Lübecker Brauers Samuel Hinrich Wenditz und dessen Frau Magdalena Maria Schaffner. Sein Vater stammte aus einer Lübecker Kunstdrechslerfamilie. Wenditz wurde 1829 Bürger der Stadt Lübeck und heiratete 1830 seine erste Frau Catharina Sophie Bahrs, die jedoch ein Jahr später verstarb. 1833 heiratete er Anna Louise Borstelmann aus Riga, mit der er drei Söhne hatte, von denen jedoch zwei bereits bei der Geburt oder im Säuglingsalter starben. Zudem adoptierten sie eine Tochter.
Zwischen 1829 und 1852 war er Kapitän des Schiffs Unternehmung von Lübeck, die zwischen Riga und Lübeck fuhr.
1848 wurde er in die Lübecker Bürgerschaft gewählt. Als Vorsitzender der in wirtschaftliche Schieflage geratenen Schiffergesellschaft konnte er den Verkauf des Gebäudes der Schiffergesellschaft abwenden und die Umwandlung zu der noch heute bestehenden Gaststätte bewirken. Zudem war er Mitglied der Direktion der Navigationsschule und bis 1852 Vorsitzender der Seemannskasse.
Nach ihm wurde in Lübeck das Ufer An der Untertrave im Bereich des Museumshafens in der Lübecker Altstadt in Wenditzufer benannt.
Wenditz verstarb im Jahre 1888 in der Wohnung im Hause An der Untertrave 59 und wurde auf dem Jakobifriedhof des Burgtorfriedhofs beigesetzt.